# Bettina Domer
Bettina Domer (* 10. August 1966 in Berlin) ist eine deutsche Politikerin (SPD). Sie war von 2016 bis 2021 Mitglied im Abgeordnetenhaus von Berlin. 

## Leben
Domer absolvierte eine Ausbildung als Erzieherin und war in dem Beruf tätig. Über ihre langjährige Berufserfahrung (Hochschulzugangsprüfung, § 11 BerlHG) konnte sie 1995 ein Studium der Erziehungs- und Politikwissenschaften an der Technischen Universität Berlin aufnehmen, das sie erfolgreich als Magister abschloss. Sie war Stipendiatin der Hans-Böckler-Stiftung. Danach absolvierte sie eine berufsbegleitende Ausbildung zur evangelischen Diakonin. Aktuell ist Bettina Domer beim Deutschen Gewerkschaftsbund in der Bundesvorstandsverwaltung im Referat Migrations- und Antirassismuspolitik tätig. Domer hat einen Sohn.

## Politik
Domer war Mitglied im Stadtentwicklungsausschuss, Bildungs- und Kulturausschuss und im Integrationsausschuss der Spandauer Bezirksverordnetenversammlung. Bei der Wahl zum Abgeordnetenhaus von Berlin 2016 trat sie im Wahlkreis Spandau 1 an und wurde mit 31,0 % der Erststimmen direkt gewählt. Sie war Sprecherin der SPD-Fraktion für das Programm Soziale Stadt und Quartiersmanagement.
2020 gab Domer bekannt, dass sie bei der Wahl zum Abgeordnetenhaus von Berlin 2021 nicht erneut kandidieren werde.